# Hamilton Township (comté de Mercer)
Pour les articles homonymes, voir Hamilton Township.
Hamilton Township est une municipalité américaine située dans le comté de Mercer au New Jersey.
Lors du recensement de 2010, sa population est de 88 464 habitants. La municipalité s'étend sur 40,39 milles carrés (104,61 km2), dont 0,90 milles carrés (2,33 km2) d'étendues d'eau.
La ville est nommée en l'honneur d'Alexander Hamilton.